# Pensjonat

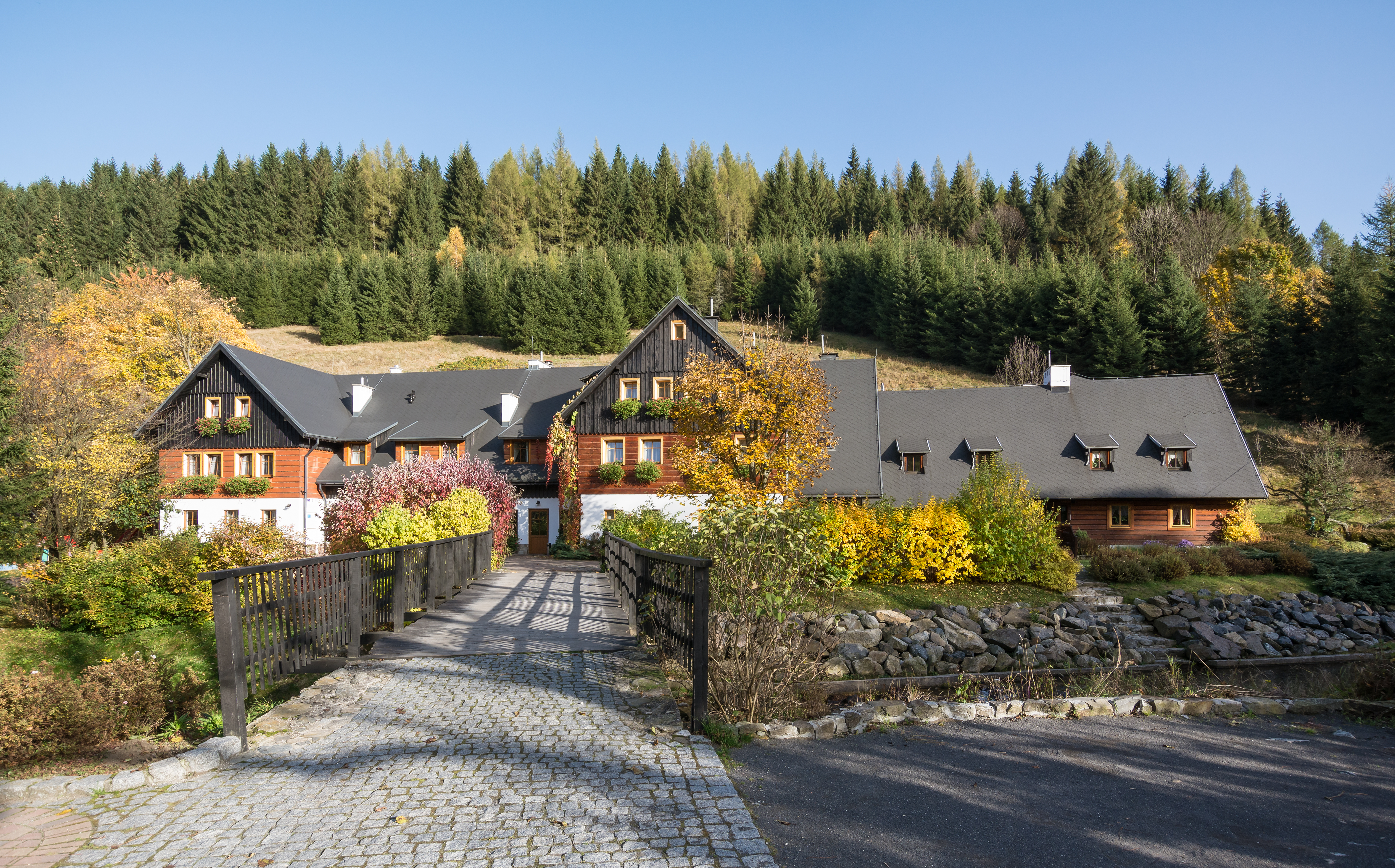
Pensjonat „Chata Cyborga” w Bielicach

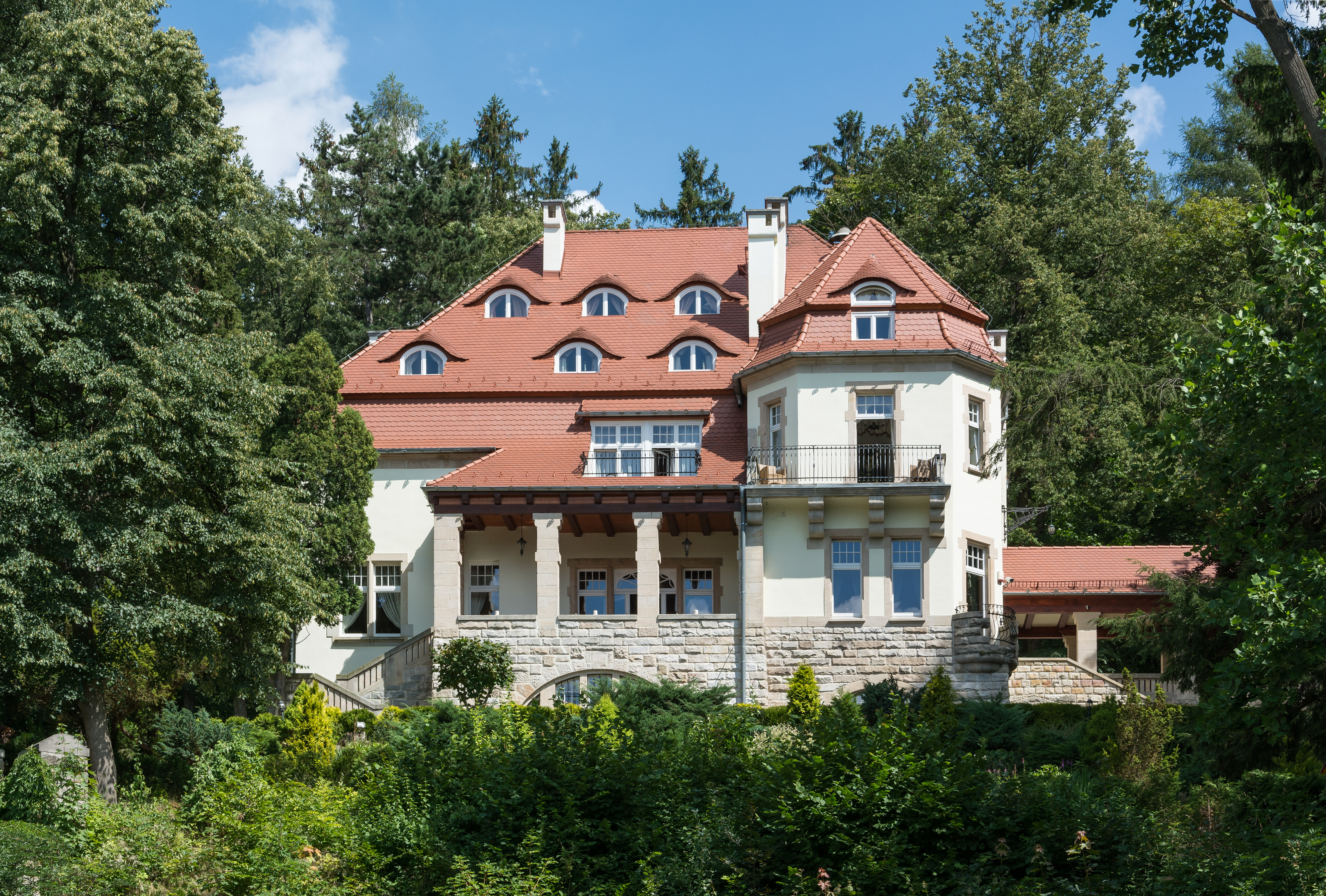
Pensjonat „Villa Barbara” w Lądku-Zdroju

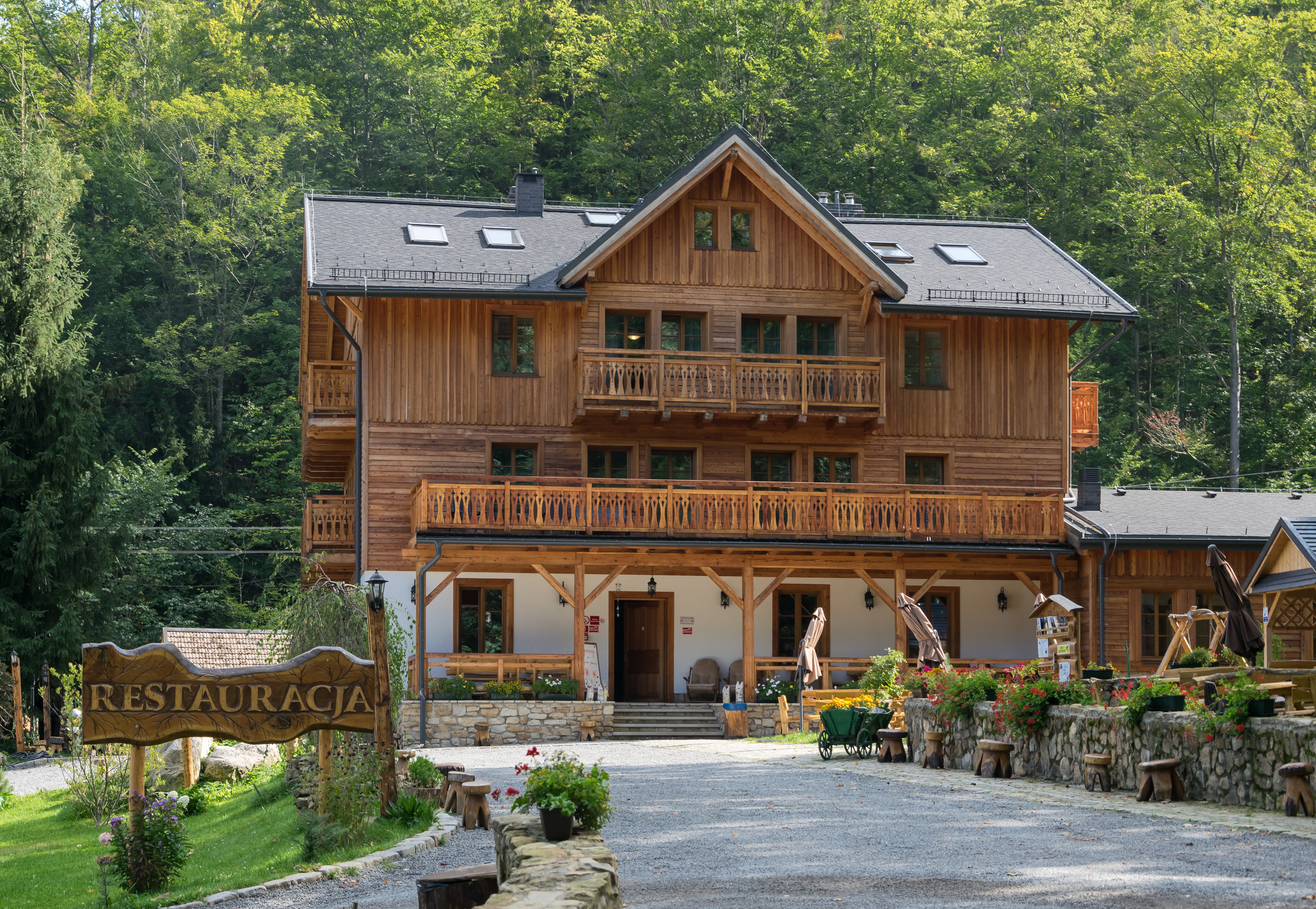
Pensjonat „Orle Gniazdo” w Szklarach

Pensjonat – turystyczny obiekt hotelarski posiadający co najmniej 7 pokojów, świadczący dla swoich klientów całodzienne wyżywienie.
W zależności od wyposażenia i zakresu świadczonych usług wyróżnia się 5 kategorii pensjonatów, gdzie najwyższa ma 5 gwiazdek, a najniższa – 1 gwiazdkę.